# Resolución 52 del Consejo de Seguridad de las Naciones Unidas
La Resolución 52 del Consejo de Seguridad de las Naciones Unidas, adoptada el 22 de junio de 1948, habiendo recibido el primer, segundo y tercer informe de la Comisión de Energía Atómica, el Consejo ordenó al Secretario General que transmitiera el segundo y tercer informe, junto con un acta de las deliberaciones del Consejo al respecto, a la Asamblea General y a los Estados miembros.
La resolución fue aprobada con nueve votos a favor y ninguno en contra; la RSS ucraniana y la Unión Soviética se abstuvieron.